# Jan Dědina

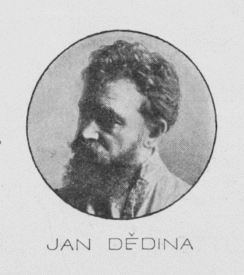
Jan Dědina (Fotoporträt 1903)

Jan Dědina, im Französischen auch Jean Dedina oder Dédina (Taufname Jan Nepomuk, * 1. September 1870 im mittelböhmischen Straky (deutsch Strack), Königreich Böhmen, Österreich-Ungarn; † 14. Januar 1955 in Tatobity (deutsch Tatobit), Bezirk Semil, Tschechoslowakei) war ein tschechischer Maler und Zeitschriften-Illustrator, der zeitweilig in Paris wirkte.

## Leben und Werk
Jan Dědina wuchs als Sohn eines gleichnamigen Bauern und dessen Ehefrau Kateřina geb. Selinek (Selinková) in dörflicher Umgebung bei Nymburk (deutsch Neuenburg an der Elbe) in Mittelböhmen auf. Seine künstlerische Ausbildung erhielt er an der Prager Kunstgewerbeschule (Uměleckoprůmyslová škola) und der Akademie der Bildenden Künste Prag. Dort war er Schüler von František Ženíšek und Maxmilián Pirner. Zudem studierte er Bildhauerei bei Josef Václav Myslbek.
Nach seinem Studienabschluss wurde er in die österreichische Armee eingezogen, aus der er 1895 desertierte. Er ging zu seinem Bruder Václav (1872–1945) nach Paris, der ebenfalls bildender Künstler war und 1913 mit dem Namen Venceslas Dédina in Frankreich eingebürgert wurde, und arbeitete mehrere Jahre im künstlerischen Bereich, u. a. auch als Illustrator für die Zeitschrift Le Monde illustré, die er mit Genrebildern versorgte. Er kooperierte in Paris mit Luděk Marold oder Alfons Mucha, und er war an der Dekoration der Decken des Petit Palais in der Nähe der Champs-Élysées und der Comédie-Française beteiligt. Einige seiner Arbeiten wurden vom französischen Staat erworben und befinden sich im Louvre.
Aufgrund einer Amnestie konnte Dědina im Jahr 1909 nach Böhmen zurückkehren. Er ließ sich zunächst in Nymburk nieder, wurde Mitglied im Verband bildender Künstler (Jednota umělců výtvarných) und arbeitete dann vor allem in Prag. Er hielt sich aber immer wieder auch in Paris auf; im Februar 1933 hatte er eine Ausstellung in der Pariser Galerie der Tageszeitung Le Journal. Nach einem Überfall der Gestapo während der Protektoratszeit in seiner Prager Wohnung und dem Tod seiner Frau Jeanne Marie Anceaux im Jahr 1943 zog er dauerhaft nach Tatobity in der Mittelgebirgslandschaft des „Böhmischen Paradieses“ (Český ráj), wo er ebenfalls ein Atelier besaß. Die dortige Umgebung inspirierten viele seiner späten Landschaftsgemälde. In seinen Porträts, religiösen und historischen Szenen folgte er stilistisch seinen Zeitgenossen, den führenden Vertretern der akademischen und historizistischen Malerei in Europa sowie alten Meistern.

## Sonstiges
Der Komponist, Ökologe und Philosoph Ivo Gabriel Dědina – auch pseudonym Yvo Gabriel Dédina d'Anceaux – (* 28. September 1922 in Prag; † 12. November 1999 in Amsterdam) ist ein Sohn des Ehepaares Dědina-Anceaux. Jan Dědina liegt in Nymburk begraben. Im Flächendenkmal „Malergarten“ (Malířova zahrada) in Tatobity wird an sein Wirken erinnert.